# Mária Gulácsy
Mária Gulácsy   (Bèrehove, 27 d'abril de 1941 - Budapest, 13 d'abril de 2015) fou una tiradora d'esgrima hongaresa, especialista en floret, que va competir durant la dècada de 1960.
El 1968 va prendre part en els Jocs Olímpics d'Estiu de Ciutat de Mèxic, on va guanyar la medalla de plata en la prova del floret per equips del programa d'esgrima.
En el seu palmarès també destaquen tres medalles al Campionat del món d'esgrima, dues d'or i una de plata, entre les edicions de 1962 i 1967. També guanyà una medalla d'or i una de plata a les Universíades